# NUbellions
Nubellions（ぬべりおんず、略称：NBS）は、日本を本拠地としてeスポーツシーンで活動するプロゲーミングチーム。

## 概要
2017年5月3日に設立された。Apex Legends、PUBG、CS:GOなどのタイトルで活動しているほか、OPENRECにおける動画配信を主体とするストリーマーが在籍する。

## 略歴
- 2017年5月3日 - 設立。
- 2019年12月19日 - Apex Legends: Frontier[2]に出場。